# Mebane
Mebane è un comune degli Stati Uniti d'America, nella Contea di Alamance nello Stato della Carolina del Nord.
In accordo con l'United States Census Bureau, la città ha un'area di 15,2 km².

## Storia
Mebane fu fondata nel 1809 quando un ufficio postale fu costruito nella zona. Il nome fu scelto in onore del generale Alexander Mebane. Mebane fu costituita nel 1881, con il nome di Mebanesville. Il nome fu ufficialmente cambiato in Mebane nel 1883.
Il primo acquedotto pubblico fu completato nel 1921. La ferrovia venne completata nel 1855.

## Società

### Evoluzione demografica
La popolazione censita nel 2000 era di 7.284 persone, con 2.040 famiglie residenti nella città. La densità della popolazione era di 480,7 ab/km².
Il gruppo etnico risultava così composto: 77,40% Bianchi, 17,48% Afro-Americani, 0,23% Indiani, 0,62% Asiatici, 2,88% di altre etnie, 1,37% costituita da due o più gruppi etnici. La popolazione latina era il 5,24% della popolazione.
La popolazione di Mebane stimata nel 2007 era di 10.155 abitanti.